# Hassi Benhenia
Pour les articles homonymes, voir Hassi et Benhenia.
Hassi Benhenia est une localité de la Wilaya d'El Oued qui abrite un puits,,,du même nom situé dans la commune de Douar El Ma en Algérie limitrophe du territoire tunisien.

## Situation
La localité de Hassi Benhenia est située à 730 km au Sud-Est de la capitale algérienne Alger, sur le territoire de la Wilaya d'El Oued, et est séparée de la frontière tunisienne par 16 km bordant le gouvernorat tunisien de Tataouine.

## Géologie
La localité de Hassi Benhenia fait partie des plissements géologiquement récents rencontrés vers les bords du Grand Erg Oriental. Ainsi, vers la région de Hassi Benhenia et Zougab Sahouane, les argiles blanches à gris foncé, à gastéropodes et Roseaux qui représentent un quaternaire récent presque contemporain de l'outillage néolithique, dessinent des anticlinaux et des synclinaux avec pendages de 7°,.